# Campo Sotelo
Campo Sotelo är en ort i Mexiko.   Den ligger i kommunen Temixco och delstaten Morelos, i den sydöstra delen av landet, 70 km söder om huvudstaden Mexico City. Campo Sotelo ligger 1 238 meter över havet och antalet invånare är 820.
Terrängen runt Campo Sotelo är kuperad norrut, men söderut är den platt. Runt Campo Sotelo är det tätbefolkat, med 591 invånare per kvadratkilometer. Närmaste större samhälle är Cuernavaca, 10,5 km norr om Campo Sotelo. I omgivningarna runt Campo Sotelo växer huvudsakligen savannskog.